# Double Tap (Jordin Sparks)
Double Tap è un singolo della cantante statunitense Jordin Sparks, pubblicato il 3 marzo 2014 estratto dal terzo album in studio Right Here Right Now. Il brano vanta la collaborazione del rapper 2 Chainz.

## Background e composizione
Canzone molto differente dai primi successi di Jordin Sparks, che erano prevalentemente delle ballad, Double Tap è una up tempo che mescola hip hop, pop e R&B. Il brano vanta fra i propri autori Victoria Monét, Thomas "Tommy" Parker Lumpkins, Jonas Jeberg e 2 Chainz.
Secondo quanto dichiarato da Sparks, il testo può avere una doppia chiave di lettura: potrebbe incentrarsi su una ragazza che sa di essere ancora osservata su Instagram da un suo ex fidanzato, oppure potrebbe parlare di una coppia che non riesce più a viversi nel mondo reale in quanto completamente assorbita da quello virtuale. Nonostante tali dichiarazioni, gran parte dell'opinione pubblica ha pensato che il brano potesse riferirsi all''ex fidanzato di Jordin Sparks Jason Derulo.

## Promozione
Il videoclip ufficiale di Double Tap è stato pubblicato l'11 marzo 2015 sul canale VEVO di Jordin Sparks.